# 伊奧利亞沼
伊奧利亞沼（Aeolis Palus）是位於火星蓋爾撞擊坑西北方坑壁和夏普山西北方山麓之間的平原區域，中心座標4°28′S 137°25′E / 4.47°S 137.42°E。
美國NASA的火星科學實驗室任務於2012年8月將好奇號火星車送到該區域進行行星科學探測任務，並在登陸後不久開始進行。

## 太空探測
2012年8月5日10:32 p.m. PDT（任務時間，2012年8月6日5:32 UTC），喷气推进实验室的任務控制中心接收到了火星科學實驗室發出代表成功降落在伊奧利亞沼內"Yellowknife" Quad 51區的訊號。好奇號火星車的任務將特別集中在蓋爾撞擊坑內伊奧利亞沼的登陸地點附近，接著就是前往夏普山山腳附近探測地質和地層。

## 影像
- 好奇號在登陸地點附近的首幅360度彩色全景影像，2012年8月8日到10日拍攝。

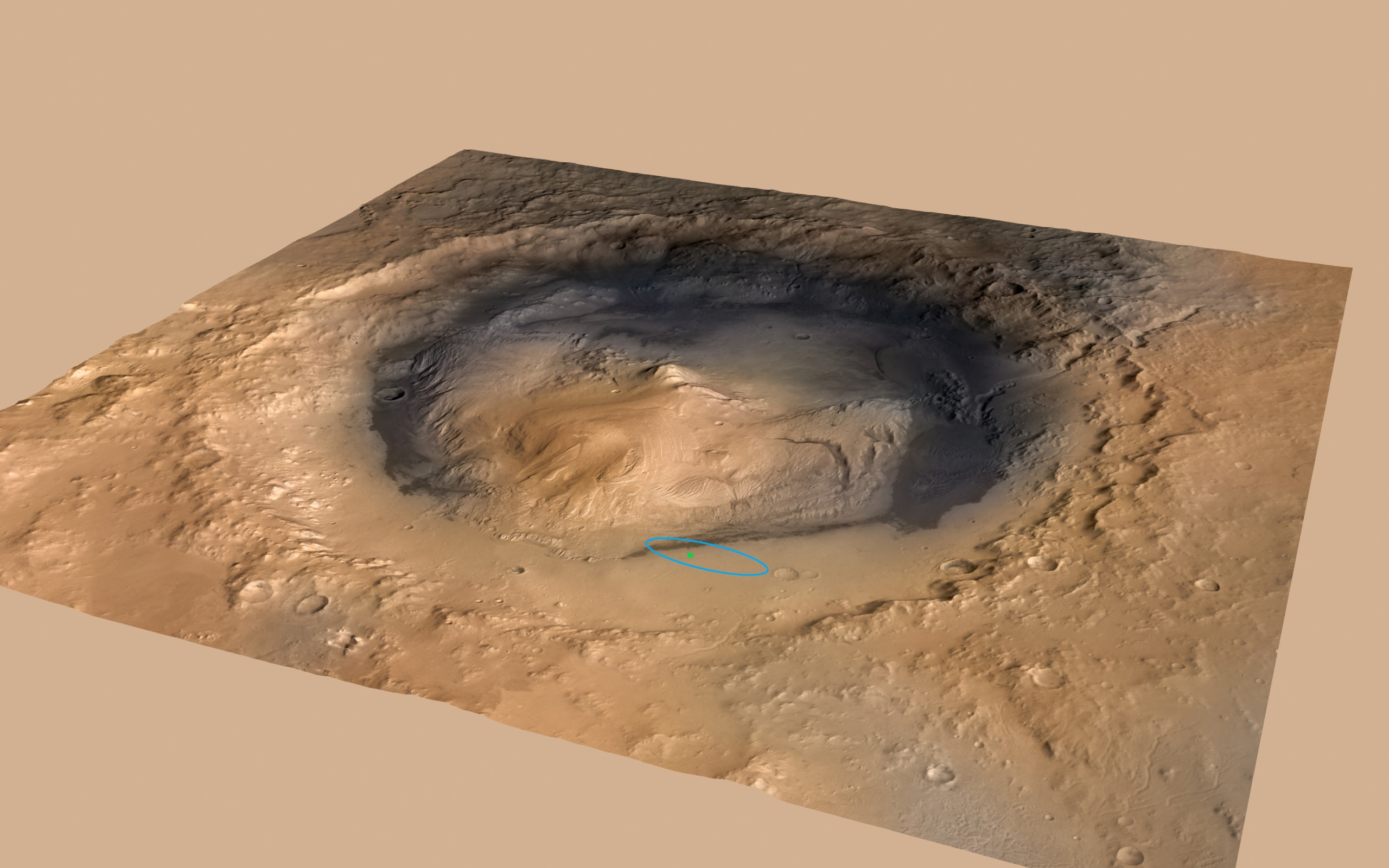
夏普山位於蓋爾撞擊坑中央，綠色點代表好奇號登陸地點。
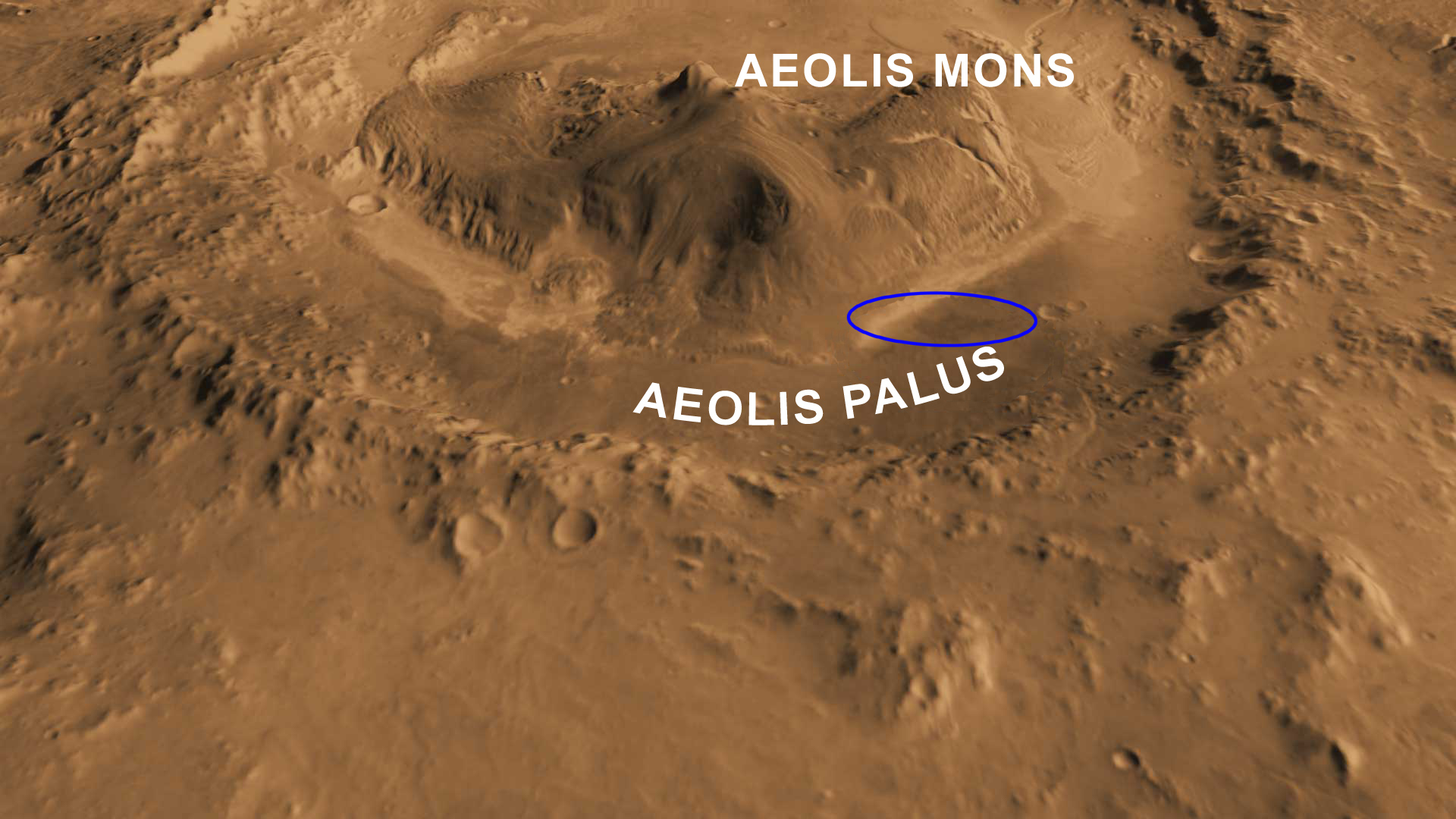
好奇號登陸地點在夏普山附近，北方是下方。
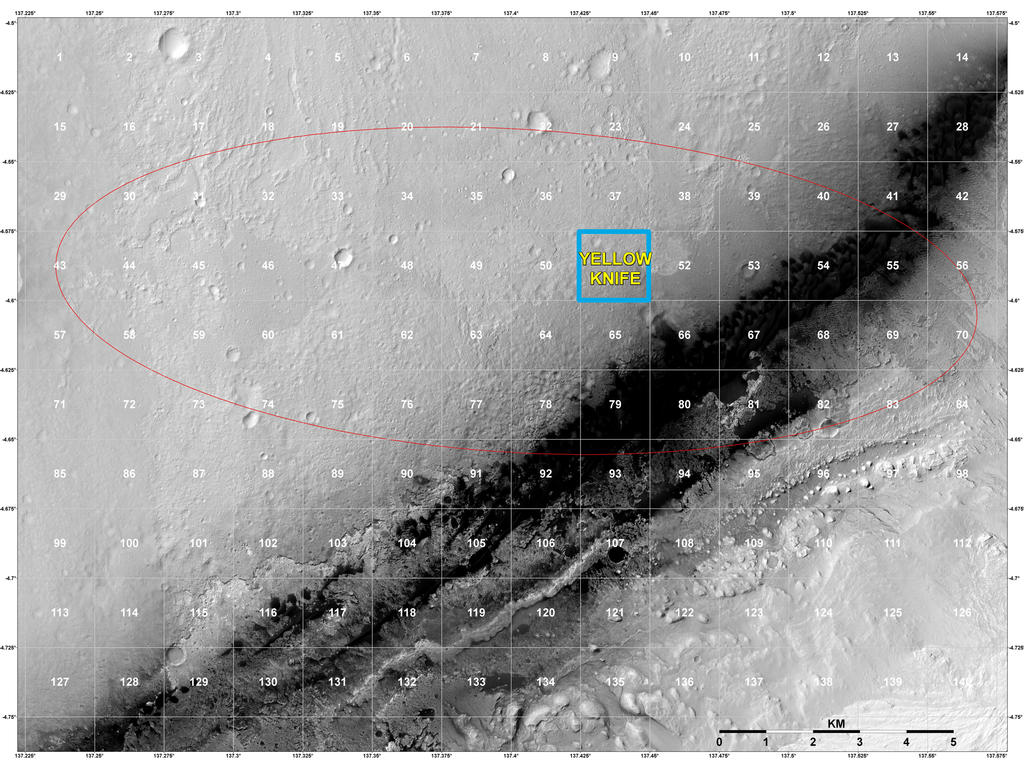
包含好奇號登陸地點"Yellowknife" Quad 51的地圖。
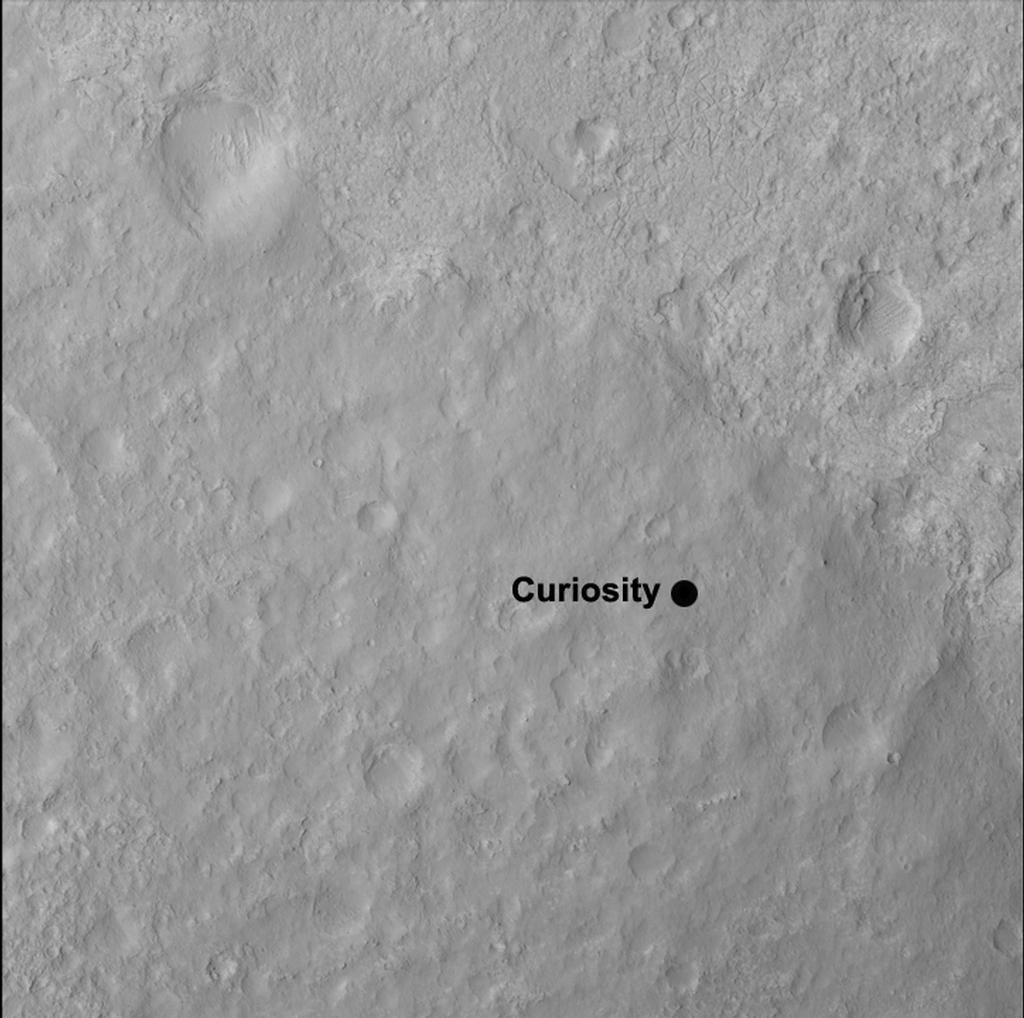
好奇號登陸地點"Yellowknife" Quad 51。
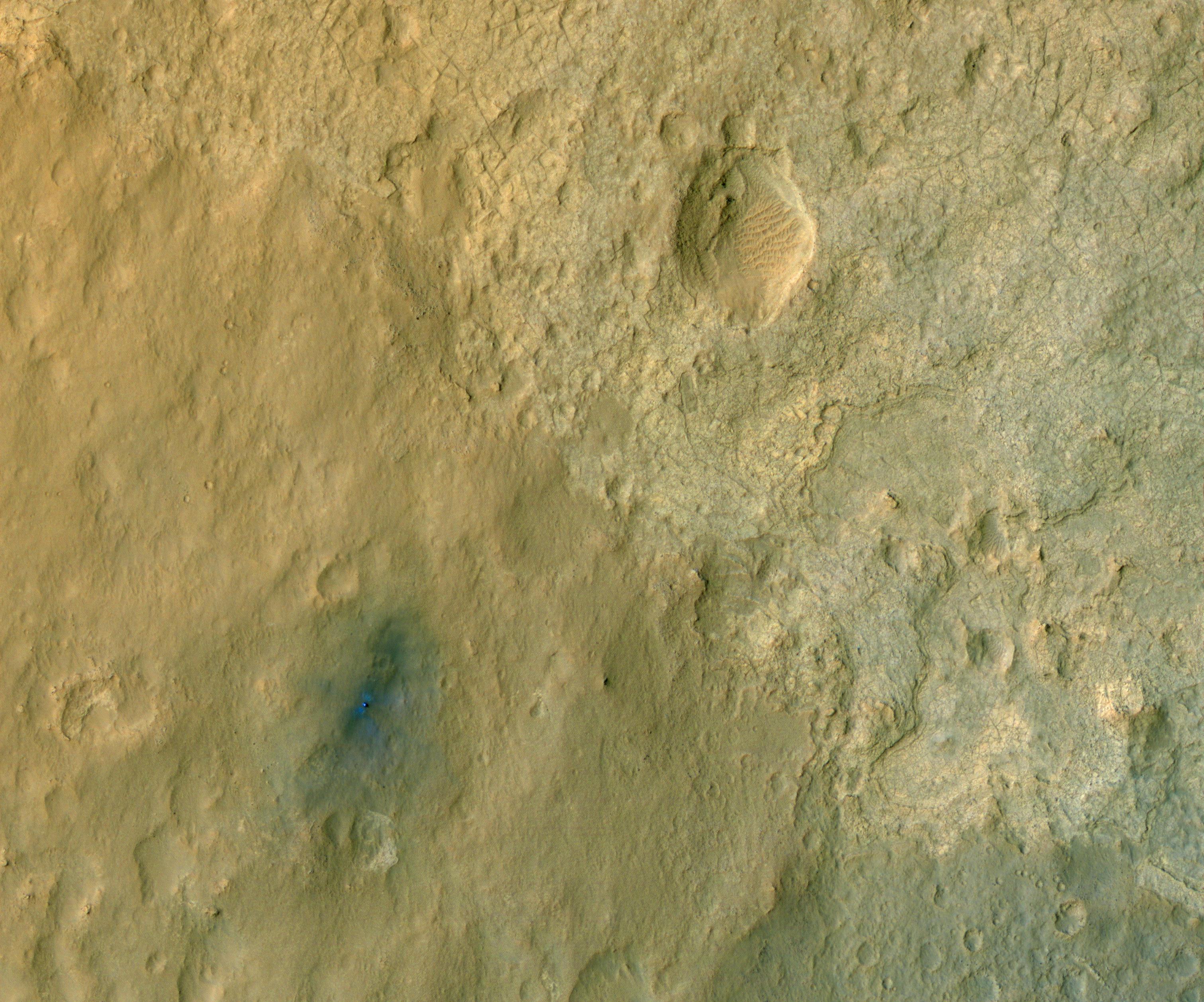
火星偵察軌道器的HiRISE拍攝好奇號登陸地點，2012年8月14日。

## 外部連結
伊奧利亞沼和同樣位於蓋爾撞擊坑的夏普山：
- Aeolis Palus - Curiosity Rover "StreetView" (Sol 2 - 08/08/2012) - NASA/JPL - 360º Panorama（页面存档备份，存于）
- Aeolis Palus - Curiosity Rover Mission Summary - Video (02:37)（页面存档备份，存于）
- Aeolis Palus - Image/Soil Closeup（页面存档备份，存于）
- Aeolis Palus/Aeolis Mons - Image/THEMIS VIS 18m/px Mosaic（页面存档备份，存于）（Zoomable，small（页面存档备份，存于））
- Aeolis Palus/Aeolis Mons - Image/HRSCview（页面存档备份，存于）